# Halleneuropameisterschaften im Bogenschießen 2004
Die 9. Halleneuropameisterschaften im Bogenschießen wurden vom 15. bis 21. März 2004 in der italienischen Stadt Sassari ausgetragen.

## Ergebnisse

### Recurvebogen
| Disziplin         | Gold                                                         | Silber                                                 | Bronze                                                         |
| ----------------- | ------------------------------------------------------------ | ------------------------------------------------------ | -------------------------------------------------------------- |
| Männer Einzel     | Jocelyn de Grandis                                           | Michele Frangilli                                      | Balschinima Zyrempilow                                         |
| Frauen Einzel     | Anna Puzewa                                                  | Natalia Valeeva                                        | Jelena Tutatschikowa                                           |
| Männer Mannschaft | Ukraine Dmytro Hratschow Oleksandr Serdjuk Ihor Parchomenko  | Italien Michele Frangilli Marco Galiazzo Ilario Di Buò | Russland Balschinima Zyrempilow Bulat Badmaslow Andrei Abramow |
| Frauen Mannschaft | Russland Anna Puzewa Gerelma Erdynijewa Jelena Tutatschikowa | Deutschland Karina Winter Wiebke Nulle Susanne Poßner  | Georgien Kristine Essebua Chatuna Narimanidse Olga Ladigina    |

### Compoundbogen
| Disziplin         | Gold                                                          | Silber                                                     | Bronze                                                 |
| ----------------- | ------------------------------------------------------------- | ---------------------------------------------------------- | ------------------------------------------------------ |
| Männer Einzel     | Peter Elzinga                                                 | Stefano Mazzi                                              | Christopher White                                      |
| Frauen Einzel     | Sandrine Vandionant                                           | Ivana Buden                                                | Nichola Simpson                                        |
| Männer Mannschaft | Italien Stefano Mazzi Vincenzo Ciampolillo Marco Del Ministro | Frankreich Jean-Marc Beaud Dominique Genet Jérôme Delplace | Niederlande Peter Elzinga Roel Wieser Fred van Zutphen |
| Frauen Mannschaft | Frankreich Sandrine Vandionant Valérie Fabre Peggy Braem      | Belgien Gladys Willems Yolande Anris Noella Verhoeven      | Italien Eugenia Salvi Giorgia Solato Assunta Atorino   |

## Medaillenspiegel
| Platz  | Land           | Gold | Silber | Bronze | Gesamt |
| ------ | -------------- | ---- | ------ | ------ | ------ |
| 1      | Frankreich     | 3    | 1      | –      | 4      |
| 2      | Russland       | 2    | –      | 3      | 5      |
| 3      | Italien        | 1    | 4      | 1      | 6      |
| 4      | Niederlande    | 1    | –      | 1      | 2      |
| 5      | Ukraine        | 1    | –      | –      | 1      |
| 6      | Belgien        | –    | 1      | –      | 1      |
| 6      | Deutschland    | –    | 1      | –      | 1      |
| 6      | Kroatien       | –    | 1      | –      | 1      |
| 9      | Großbritannien | –    | –      | 2      | 2      |
| 10     | Georgien       | –    | –      | 1      | 1      |
| Gesamt | Gesamt         | 8    | 8      | 8      | 24     |